# РД-860
РД-860 — рідинний ракетний двигун, призначений для використання у складі верхніх ступенів ракет-носіїв і розгінних блоків.

## Характеристики двигуна
- Паливо — Азотний тетраоксид / Несиметричний диметилгідразин
- Тяга — 5,9 кН
- Питомий імпульс — 320 с
- Тривалість роботи — 1500 с
- Кількість вмикань — до 15
- Маса — 30 кг
- Кількість камер — 1

## Опис
Двигун був розроблений 1972 з принципово новою системою подачі компонентів палива, що використовує пневмонасосний агрегат. У двигуні були використані елементи конструкції і технічні рішення серійних двигунів (камера двигуна, елементи пневмонасоса, вузли автоматики).
Двигун може вмикатись у польоті до 15 разів. Застосування пневмонасоса дозволяє форсувати тягу наявних двигунів з витискувальною системою подачі компонентів палива в 1,4 — 1,8 рази без зміни запасу газу. Тяга у діапазоні від 200 до 600 кгс забезпечується настроюванням пневмонасосного агрегату без додаткових випробувань. Потреба в робочому газі в 1,4 — 1,7 рази менше, ніж при класичній витискувальній системі подачі компонентів палива. Бакові системи можуть перебувати під низьким тиском. У двигуні підтримується висока точність співвідношення витрат компонентів палива. Поліпшені габаритно-масові і енергетичні характеристики рушійної установки (особливо зі збільшенням запасу палива).

## РД860L
РД-860 та РД-860L можуть бути використані в програмах по освоєнню Місяця, Марса та інших космічних об’єктів для доставки науково-дослідницької апаратури на поверхні космічних тіл.
РД-860L може бути виконаний в двох варіантах:
- з хитанням центрального моторного блоку в карданном підвісі;
- стаціонарні.

Двигун забезпечує багаторазовий запуск (до 10 включень кожного блоку) в польоті.
Двигуни РД860 і РД860L мають високу надійність, можливість глибокого дроселювання і багаторазового запуску.